# Klimatmodell
En Klimatmodell är en teoretisk modell av jordens klimat som används för att förstå och förklara hur olika krafter samspelar till att skapa klimatet och dess utveckling över tid. En klimatmodell baseras på matematiska beräkningar och simuleringar av atmosfärens, havens och markens processer. Klimatmodeller körs i datorer och använder fysikens lagar, som termodynamik, strålningsöverföring och vätskedynamik, för att simulera klimatet på jorden.
Gemensamt för alla klimatmodeller är att de är förenklingar av jordens komplexa klimatsystem. Trots förenklingar har det visat sig att klimatmodeller äger förmåga att med stor säkerhet återskapa och förutspå klimatologiska fenomen såsom atmosfäriska jetströmmar, oceanernas havsströmmar och återkommande klimatvariationer såsom El Niño.
Klimatmodeller har också visat sig kunna återskapa observerade klimatförändringar till följd av förändringar i balansen mellan inkommande och utgående energi i jordens atmosfärssystem som orsakats av till exempel växthusgaser, aerosoler eller förändringar i solinstrålning. Bland annat har modeller kunnat återskapa magnituden av och utbredningen av den nedkylning av jordens norra hemisfär som skedde under den lilla istiden mellan ungefär år 1400 till år 1850.  Klimatmodeller ligger till grund för prognoser över hur klimatet kommer att påverkas i framtiden till följd av antropogena utsläpp av växthusgaser.
Klimatmodellerna varierar i komplexitet och kan visa enkla skeenden eller försöka visa komplexa skeenden där olika faktorer påverkar. Här finns allt från lådmodeller till horisontell-vertikala modeller som studerar värmeflödet mellan olika delar i systemet.
Exempelvis så har man använt General Circulation Model (GCM) vilka ekvationer ligger till grund för simuleringar mellan olika flöden. Modellen används för att kunna förstå klimatförändringarna och göra väderprognoser.